# Lala Sjöqvist
Laura Valborg „Lala” Sjöqvist (później Larsson, ur. 23 września 1903 w Nybro, zm. 8 sierpnia 1964 w Rockneby) – szwedzka skoczkini do wody. Brązowa medalistka olimpijska z Amsterdamu.
Zawody w 1928 były jej jedynymi igrzyskami olimpijskimi. Po medal sięgnęła w skokach z wieży. Jej siostra Ingeborg również była skoczkinią do wody i olimpijką.